# قرار مجلس الأمن التابع للأمم المتحدة رقم 1050
قرار مجلس الأمن التابع للأمم المتحدة رقم 1050، المتخذ بالإجماع في 8 آذار / مارس 1996، بعد التذكير بجميع القرارات السابقة بشأن رواندا، ناقش المجلس الترتيبات المتعلقة بسحب بعثة الأمم المتحدة لتقديم المساعدة إلى رواندا.
وشدد مجلس الأمن على أهمية العودة الآمنة والطوعية للاجئين والمصالحة الوطنية، وأهمية حكومة رواندا لتعزيز الثقة والأمن. وعقد مؤتمر في القاهرة وأديس أبابا حول أزمة اللاجئين، وشدد المجلس على أهمية عقد مؤتمر إقليمي لمعالجة هذه القضية. تم حث جميع البلدان على التعاون مع لجنة التحقيق المنشأة بموجب القرار 1013 (1995) ومع عملية حقوق الإنسان في رواندا. ولا يزال المجلس مقتنعاً بأن الأمم المتحدة تواصل القيام بدور مهم في البلد.
بناء على طلب القرار 1029 (1995)، كان من المقرر أن يبدأ الأمين العام بطرس بطرس غالي في سحب بعثة الأمم المتحدة لتقديم المساعدة إلى رواندا من رواندا في 9 آذار / مارس 1996. وستسهم جميع العناصر المتبقية في البعثة في أمن وحماية المحكمة الجنائية الدولية لرواندا. بموافقة الحكومة الرواندية، تم تشجيع الأمين العام على مواصلة تشغيل نظام الاتصالات والمحطة الإذاعية لتعزيز المصالحة الوطنية وتقوية النظام القضائي وتسهيل عودة اللاجئين واستعادة البنية التحتية للبلاد.
وأخيراً، طُلب إلى الأمين العام بحلول 5 نيسان / أبريل 1996 أن يقدم تقريراً عن الترتيبات التي اتخذت مع رواندا فيما يتعلق بحماية محكمة رواندا بعد انسحاب بعثة الأمم المتحدة لتقديم المساعدة إلى رواندا، والمسائل الأخرى المذكورة أعلاه.

## روابط خارجية
- نص القرار في undocs.org